# Lyle Norg
Lyle Norg, conosciuto anche come Invisible Kid, è un personaggio immaginario, un supereroe dei fumetti nell'Universo DC, ed un membro della Legione dei Super-Eroi nel XXX e XXXI secolo. Fu il primo ad assumere il nome di Invisible Kid.

## Lyle Norg
Il primo Invisible Kid fu Lyle Norg, uno dei primi membri della Legione che ottenne i suoi poteri da un siero chimico da lui stesso inventato. Comparve per la prima volta in Action Comics n. 267. Le sue inclinazioni scientifiche fanno intendere che vada molto d'accordo con il super intelligente Brainiac 5. Le sue abilità fanno di lui un bene prezioso per la Squadra di Spionaggio della Legione, di cui è un membro permanente. Norg fu anche leader della Legione per qualche periodo. Fu ucciso dal mostro Validus dei Fatal Five in Superboy and the Legion of Super-Heroes n. 203 (luglio/agosto 1974).
Durante la "Five Year Gap" dopo le Guerre Magiche, Gim entra nella polizia scientifica e non fa ritorno nella Legione. La Terra cade sotto il controllo dei Dominatori e finisce col distaccarsi dai Pianeti Uniti. Qualche anno dopo, i membri dei Dominatori classificati come Batch SW6 fuggono dalla prigione. Originariamente i Batch SW6 sembrano essere un gruppo di cloni adolescenti dei Legionari, creati da alcuni campioni presi, in apparenza, prima della morte di Ferro Lad per mano del Mangiatore di Soli. Poi si scoprì che erano dei duplicati di un paradosso temporale, e quindi altrettanto legittimi come le loro controparti più adulte. Dopo che la Terra viene distrutta da un disastro che ricorda la distruzione di Krypton di oltre un millennio prima, poche dozzine di città sopravvissute e i loro abitanti ricostruiscono il loro mondo sotto il nome di Nuova Terra. I Legionari SW6 rimangono su questo nuovo mondo e la loro versione di Invisible Kid rimase con loro.

## Nuova versione
Dopo la revisione della Legione alla fine di Ora Zero, Lyle Norg era ancora vivo e faceva sempre parte della Legione. Oltre ad essere un eccellente chimico, era anche una spia professionista per quanto fosse giovane. Inventò il siero dell'invisibilità mentre frequentava la scuola di spionaggio Earthgov Intelligence. Piuttosto che andare d'accordo con Brainiac 5 per le sue tendenze scientifiche, tra di loro c'era una forte rivalità. Mentre Querl è molto più intelligente, Lyle aveva molta più immaginazione, essendo più veloce nel vedere applicazioni inaspettate per le nuove scoperte.
Fu il leader de facto della Squadra di Spionaggio della Legione, che oltre a lui comprendeva Chameleon, Apparition, Triad e Shrinking Violet e fu indispensabile nell'abbattere l'amministrazione corrotta del Presidente Chu dei Pianeti Uniti.
Lyel fu leader della Legione per un solo mandato; durante la sua carica questa versione della Legione sconfisse Mordru nella loro prima e sola battaglia con lo stregone.
Secondo The Definitive Guide to The Characters of the DC Universe (2004), ebbe una relazione omosessuale con Condo Arlik. Tuttavia, non fu mai affermato esplicitamente nei fumetti e in più il team creativo non andò a fondo con questa storia.

## Continuity della terza versione (2004-2009)
Lyle Norg è un genio con la propensione per xenochimica che fu utilizzata da suo padre per sviluppare il siero dell'invisibilità. Suo padre, un agente della Polizia Scientifica, era solito portargli dei campioni di pelle aliena sulla quale fare esperimenti. Nel periodo in cui riuscì a creare il siero, scoprì che suo padre aveva promesso di portare le scoperte di Lyle anche alla Polizia Scientifica. Così, Lyle si iniettò l'unico campione di siero esistente e mentì prima di chiedere aiuto a Brainiac 5. Così Brainiac 5 invitò Lyle a fare parte della Legione. Quando il padre di Lyle scoprì cosa aveva fatto suo figlio tentò di farlo uscire dalla squadra e di farsi dare il siero. Dopo che la Legione venne dichiarata fuorilegge, Lyle creò e produsse un campione del proprio sangue da regalare a suo padre. Il campione fu codificato con un virus monitorante permettendo così alla Legione completo accesso al sistema operativo dei Pianeti Uniti. A causa della sua relazione con Brainiac 5, i suoi compagni di squadra si riferirono a Brainiac chiamandolo "Brainiac 6".
Quando Lyle tradì al fiducia di Cosmic Boy rivelando a Brainiac 5 che il Legionario era entrato senza permesso nel suo laboratorio, mentì dando tutta la colpa a Shrinking Violet. Lui e Violet, che preferiva il soprannome di Atom Girl, avevano da prima creato un accordo per continuare lo stratagemma, ma i loro compagni di squadra ancora faticavano a fidarsi di lui. Quando Supergirl comparve misteriosamente nel XXXI secolo, Lyle, insieme a metà della Legione maschile gareggiarono per la sua attenzione. Tuttavia, Lyle convinse Cosmic Boy che egli non aveva nessuna cotta per Supergirl al fine di rimuovere la competizione per le sue attenzioni. Di recente il suo braccio gli fu strappato via quando il suo anello di volo esplose, e gli fu dato un braccio alieno dai Wanderers come rimpiazzo. Lasciato a Metropolis, i dottori riprodussero il suo DNA al fine di restituirgli un braccio genetico.
Il suo braccio sembrò guarire, e ritornò a dovere attivo per salvare una giovane mutante Tritoniana, Gazelle, per cui da quel giorno in poi portò una torcia accesa. Durante un'invasione aliena proveniente dal cyberspazio, una piccola squadra di Legionari, che includeva anche Invisible Kid e il recente acquisto della squadra Gazelle furono digitalizzati e inviati sulla loro base nel loro mondo: Invisible Lad aveva un avatar su misura creato per lui da Brainiac 5, con una fisicità più ingombrante ma affascinante che impressionò grandemente Gazelle (che nonostante fosse stata salvata da lui non lo vide mai in faccia a causa dei suoi poteri d'invisibilità). Tuttavia, si scoprì che il suo corpo ideale era un cavallo di Troia che donava a Brainiac 5 completo controllo sull'universo alieno e digitale. Invisible Kid, Gazelle e gli altri Legionari passarono altro tempo intrappolati nel cyberspazio, mentre Brainiac 5 ricostituì i loro corpi naturali, danneggiati in una scaramuccia tra i Coluani e alcuni avatar fisici degli alieni invadenti: in quella settimana, Invisible Kid ammise i suoi sentimenti per Gazelle, che li ricambiò felicemente. Dopo essere ritornati nel mondo fisico, furono testimoni dei voti matrimoniali tra Brainiac 5 e Nura Nal, che li invitarono al loro matrimonio.

## Post-Crisi infinita
Gli eventi della miniserie Crisi infinita sembrano aver ricostituito una Legione analoga a quella presente nella continuity pre-Crisi sulle Terre infinite, come visto nella storia "The Lightning Saga" in Justice League of America e Justice Society of America, e nella storia "Superman e la Legione dei Super-Eroi" presente in Action Comics. Lyle fu descritto come un membro di questa versione della squadra in Justice Society of America vol. 3 n. 5 (giugno 2007), e Action Comics n. 858 (tardo dicembre 2007). Tuttavia, questa incarnazione della Legione condivideva approssimativamente la stessa storia della Legione originale fino agli eventi di Crisi sulle Terre infinite. Quindi, questa versione di Lyle si presume sia deceduta.

## Jacques Foccart
Il secondo Invisible Kid II fu Jacques Foccart, un nativo della Terra da quella che una volta fu la nazione franco-africana della Costa d'Avorio. Seguendo il consiglio di Brainiac 5, Jacques bevve il siero di Lyle Norg e ottenne i poteri di Invisible Kid (sviluppando più avanti l'abilità di teleportarsi) al fine di salvare la Terra da Computo, che si impadronì della mente di sua sorella Danielle. Comparve per la prima volta in Legion of Super-Heroes Annual n. 1 (1982). Più avanti fu Presidente della Terra, e co-leader della Legione al fianco di Cosmic Boy adulto. Sua sorella Danielle si unì ai Legionari SW6, acquisendo l'abilità di parlare con i computer. Con deliberata ironia, adottò il soprannome di Computo.